# Bonduel
Bonduel es una villa ubicada en el condado de Shawano en el estado estadounidense de Wisconsin. En el Censo de 2010 tenía una población de 1.478 habitantes y una densidad poblacional de 244,08 personas por km².

## Geografía
Bonduel se encuentra ubicada en las coordenadas 44°44′16″N 88°26′48″O / 44.73778, -88.44667. Según la Oficina del Censo de los Estados Unidos, Bonduel tiene una superficie total de 6.06 km², de la cual 6.05 km² corresponden a tierra firme y (0.17%) 0.01 km² es agua.

## Demografía
Según el censo de 2010, había 1.478 personas residiendo en Bonduel. La densidad de población era de 244,08 hab./km². De los 1.478 habitantes, Bonduel estaba compuesto por el 95.4% blancos, el 0.81% eran afroamericanos, el 1.56% eran amerindios, el 0.41% eran asiáticos, el 0% eran isleños del Pacífico, el 0.81% eran de otras razas y el 1.01% pertenecían a dos o más razas. Del total de la población el 1.69% eran hispanos o latinos de cualquier raza.